# Colorado
Colorado er en amerikansk delstat, kendt for bjergkæden Rocky Mountains, hvis højeste punkt ligger i delstaten. Colorado grænser til Nebraska, Kansas, Oklahoma, New Mexico, Arizona, Utah og Wyoming. Delstatens hovedstad og største by er Denver. Delstaten har 5.773.714(2020) indbyggere. Colorado blev optaget som USA's 38. delstat den 1. august 1876.

## Historie
Delstaten er opkaldt efter Colorado-floden, efter det spanske ord colorado, som betyder farvet – det hentyder til flodens rødbrune kulør.
Det område, som udgør det nuværende Colorado, blev en del af USA i 1803 som følge af Louisiana-købet. Der var en del opdagelsesrejsende, som drog til området fra og med 1830'erne, men det var opdagelsen af guld, som fik gang i den store tilflytning. I 1859 begyndte det store guldrush til Colorado, som dog allerede sluttede i begyndelsen af 1860'erne, hvorefter mange af byerne blev forladt. Colorado blev organiseret som et amerikansk territorium i 1861 og en delstat i 1876, hundrede år efter USA's uafhængighed. Delstaten har derfor også tilnavnet Centennial State (hundredeårsstaten). Kvindelig stemmeret blev indført i 1893.

## Politik
Politisk regnes Colorado som en svingstat, som sender både demokrater og republikanere til kongressen. Ved præsidentvalget i 2016 gik delstaten til Hillary Clinton med 48,1%, næsten præcis samme stemmeandel som på landsplan (48,2%). Colorado har i øjeblikket én senator fra hvert parti, Michael Bennet og Cory Gardner, mens statens delegation i Repræsentanternes Hus siden 2019 har bestået af fire demokrater og tre republikanere.
Demokraterne har i 2019 et flertal i delstatsforsamlingens to kamre med fordelingen 41-24 (andetkammeret) og 19-16 (senatet). Demokraten Bill Ritter erobrede guvernørembedet ved valget i 2006. Han blev i 2011 afløst af partifællen John Hickenlooper. Den 8. januar 2019 tiltrådte Jared Polis embedet som den første åbent homoseksuelle mandlige guvernør i USAs historie.

## Geografi
Colorado er som Wyoming formet som et rektangel, og er en af de tre af USA's delstater, som har helt rette breddegrads- og længdegradslinjer som grænser (de øvrige er Wyoming og Utah). Delstaten strækker sig fra 37°N til 41°N, og 102°V til 109°V. Staten grænser mod Utah i vest, Wyoming i nord, Nebraska i nordvest, Kansas i øst og New Mexico og Oklahoma i syd. Staten deler også et hjørne med Arizona i sydvest. Monumentet Four Corners Monument i Colorados sydvestlige hjørne ligger præcis i punktet 37°N og 109°V.
Colorado er mest kendt som en bjergstat, og den vestlige halvdel af delstaten domineres af bjergkæden Rocky Mountains. Den østlige del af staten er domineret af højsletter. Colorado er den eneste delstat i USA, hvor hele arealet ligger over 1.000 m.o.h.
Øst for Front Range i Rocky Mountains ligger Colorados del af Great Plains med højder på mellem 1.000 og 2.000 meter over havet. Sletterne er sparsomt befolkede; de fleste bor langs med floderne South Platte og Arkansas. Nedbøren er begænset, normalt falder der kun 370 millimeter regn om året. Der findes kunstvandet landbrug, men det meste af jorden anvendes til græsning eller tørlandbrug. Vinterhvede er en vanlig afgrøde.
I Front Range findes bjergtoppe som Longs Peak, Mount Evans, Pikes Peak og Spanish Peaks nær Walsenburg i syd. Området afvandes mod øst, er skovdækket og delvis urbaniseret.
Vest for Front Range ligger Continental Divide, og vest for denne ligger Western Slope. Vandet vest for Continental Divide løber ud i Stillehavet gennem Coloradofloden.
I Rocky Mountains findes mange store parker og afvandingsarealer. I nord, på den østlige side af Continental Divide, ligger North Park, som afvandes via floden North Platte, som flyder mod nord ind i Wyoming. I syd på den vestlige side af Continental Divide ligger Middle Park, som afvander til Colorado floden. South Park er South Platte-flodens udspring. I syd ligger San Luis-dalen, udspringsområdet til Rio Grande, som løber ind i New Mexico.
Rocky Mountains har inden for delstaten Colorado 54 bjergtoppe, som er over 4.270 meter høje. Bjergene er skovklædte op til trægrænsen ved 4.000 meters højde i det sydlige Colorado og er op til ca. 3.200 meters højde i det nordlige Colorado. Rocky Mountains er kun sneklædt om vinteren, og det meste af sneen er smeltet i august måned.
I Colorado ligger også skisportsstederne Aspen, Vail, Crested Butte og Steamboat Springs.
Der er fire nationalparker i delstaten: Black Canyon of the Gunnison National Park, Great Sand Dunes National Park, Mesa Verde National Park og Rocky Mountain National Park.
Colorado er inddelt i 64 amter, det nyeste, Broomfield County, blev dannet i 2001.

### Større byer
- Denver – 716.492 – (2018)
- Colorado Springs – 464.474 – (2017)
- Aurora – 339.030 – (2012)
- Fort Collins – 152.061 – (2013)
- Lakewood – 145.516

## Økonomi
De vigtigste landbrugsaktiviteter i Colorado er produktion af kvæg og korn. Føderale myndigheder har flere vigtige institutioner i Colorado, blandt andet er både luftforsvarsakademiet og luftforsvarskommandoen, NORAD, placeret i Colorado Springs-området. Turisme er også vigtig for Colorados økonomi med skicentre i byer som Aspen. Denver er et vigtigt centrum for transport og finans.

## Demografi
Befolkningen er for det meste koncentreret omkring de store byer Denver og Colorado Springs midt i staten, på østsiden af bjergene. Delstatens hovedstad og største by Denver har med forstæder godt 3,5 mio. indbyggere (CSA) og er hjemsted for over halvdelen af Colorados befolkning. I 2018 havde delstaten en anslået befolkning på 5.695.564, hvilket var en stigning på 13,25% i forhold til 2010. I 2004 udgjorde andelen af personer født i udlandet 9,7%, inkl 3,1% illegale indvandrere. Det anslås, at Colorados befolkning vil vokse til 7,15 mio. i 2030, og især i Denver-området vil befolkningstallet stige.
Colorado har en af de højeste andele af indbyggere med spansk/latinamerikansk baggrund blandt USA's delstater. Denver og andre områder har betydelige mexicanske befolkningsgrupper, mens det sydlige af delstaten har et stort antal indbyggere, der nedstammer fra de oprindelige spanske kolonister i New Mexico.
I 2000 var de største ophavsgrupper tysk-amerikanere (22%), irsk-amerikanere (12,2%) og engelsk-amerikanere (12%).

### Religion
Colorado og især byen Colorado Springs er en højborg for mange forskellige kristne grupper, hvoraf flertallet er protestantiske. Med indvandringen fra Latinamerika bliver den romersk-katolske kirke mere og mere udbredt, men præcis som mange andre vestlige delstater i USA har staten dog også en stor andel ikke-troende.
- Kristendom – 75%
  - Protestanter – 48%
    - Baptister – 9%
    - Metodister – 5%
    - Lutheranere – 5%
    - Anglikanere – 3%
    - Presbytianere – 3%
    - Andre protestantiske kirker – 23%

  - Katolikker – 24%
  - Mormoner – 2%
  - Øvrige kristne – 1%
- Jøder – 2%
- Andre religioner – 1%
- Ikke-religiøse – 22%

## Ekstern henvisning
- Delstaten Colorados officielle hjemmeside (engelsk)

39°00′N 105°30′V / 39°N 105.5°V.